# Gai Fundani (escriptor)
Gai Fundani (en llatí: Gaius Fundanius) va ser un escriptor romà de comèdies del temps d'August. Formava part de la gens Fundània, una gens romana d'origen plebeu.
Horaci parla molt bé de la gestió que feia Fundani dels esclaus i els intrigants en les seves obres, i fa esment de la descripció que fa Fundani d'un ric però vulgar sopar de Nasidienus, és a dir de Quint Salvidiè Rufus. També el menciona Suetoni.